# Pär Hurtig
Pär Hurtig, född 7 december 1957 i Göteborg, är en svensk roddare och olympier. Han representerade Sverige vid OS i Moskva 1980. Från aktern räknat satt Kent Larsson, Pär Hurtig, Jan Niklasson och Göran Johansson. Båten kom på tionde plats.
Pär Hurtig är son till Ralph Hurtig.